# 时代环球集团
时代环球集团控股有限公司，（港交所：2310）是一家在香港交易所上市的工業公司，同時第二批韓國企業來港上市。
公司的主要業務製造及供應供電器及通訊設備使用之多種電子元件。
公司工廠位於深圳廠房，主要生產VCD，音響設備等。現時由申基集團有限公司旗下。

## 發展歷程
公司在1972年成立的。由韓國商人梁皓星、梁在星兄弟成立。
公司前身為光星電子香港有限公司。
2003年7月4日在香港交易所主板上市，家族持股量約46%。
2020年7月24日，公司發佈公告，公司英文名称已由"Forebase International Holdings Limited"更改为"Times Universal Group Holdings Limited"，而公司中文名称则已由"申基国际控股有限公司"更改为"时代环球集团控股有限公司"。公司于联交所主板买卖股份英文股份简称将由"FOREBASEINTL"更改为"TIMESUNIGP"，而中文股份简称将由"申基国际"更改为"时代环球集团"，公司于联交所主板股份代号将维持不变为"2310"。

## 外部連線
- kse.com.hk